# Quintile
Cet article possède des paronymes, voir Quantile et Quartile.
Le quintile est une portion de la distribution des fréquences contenant un cinquième du total de l'échantillon.

## Définition
Un quintile est une valeur qui permet de décrire la distribution statistique d'un ensemble de données. Chacune des quatre valeurs qui divisent une série statistique ordonnée en cinq parties d’effectifs égaux est un quintile. Un quintile représente 20 % d'une population donnée ; le premier quintile représente donc le premier cinquième des données (1 % à 20 %) ; le deuxième quintile représente le deuxième cinquième (21 % à 40 %) et ainsi de suite. Il y a donc 4 quintiles dans une distribution (20 %, 40 %, 60 % et 80 %). Les quintiles ne sont qu’une valeur particulière des quantiles (définis comme des segments de population de tailles égales) au même titre que les centiles divisent une série statistique ordonnée en cent parties d’effectifs égaux, les déciles divisent une série statistique ordonnée en dix parties d’effectifs égaux, les quartiles divisent une série statistique ordonnée en quatre parties d’effectifs égaux, et que la médiane divise une série statistique ordonnée en deux parties d’effectifs égaux.

## Utilisation
Dans le domaine des statistiques sur le revenu, des quintiles sont utilisés pour déterminer la manière dont le revenu est distribué au sein de la population. Pour illustrer ceci, la population est d’abord divisée en cinq parties égales en fonction du niveau de revenus : le premier quintile comprend le cinquième de la population en bas de l’échelle des revenus (c’est-à-dire les 20 % de la population ayant les revenus les plus faibles), le deuxième quintile représente les 20 % suivants (de 20 % à 40 %), etc. ; et le cinquième quintile représente les 20 % de la population ayant les revenus les plus élevés. Les quintiles peuvent alors servir à délimiter des seuils au sein de la population. Ainsi une étude socio-économique peut utiliser des quintiles pour déterminer la richesse maximale qu'une famille possède pour appartenir au quintile le plus bas de la société. Ce seuil peut ensuite être utilisé comme condition préalable pour qu'une famille reçoive une aide destinée aux moins nantis. A contrario, on peut diviser les revenus des foyers de la population en quintiles pour illustrer comment dans le dernier quintile, les 20 % de foyers les mieux rémunérés contrôlent une part importante de la richesse.

## Calcul
Tout d'abord les valeurs doivent être triées par exemple par ordre croissant. Puis l'ensemble des données est divisé en cinq parties égales, de sorte que chaque partie contienne le même nombre de valeurs.